# Felis silvestris iraki
Felis silvestris iraki es una subespecie de mamíferos carnívoros  de la familia Felidae.

## Distribución geográfica
Se encuentra en el Irak y Kuwait.